# Ecklingerode
Ecklingerode (auch: Ecklingerode im Eichsfeld) ist eine Gemeinde im thüringischen Landkreis Eichsfeld, rund drei Kilometer östlich von Duderstadt direkt an der Grenze zu Niedersachsen. Sie gehört zur Verwaltungsgemeinschaft Lindenberg/Eichsfeld.

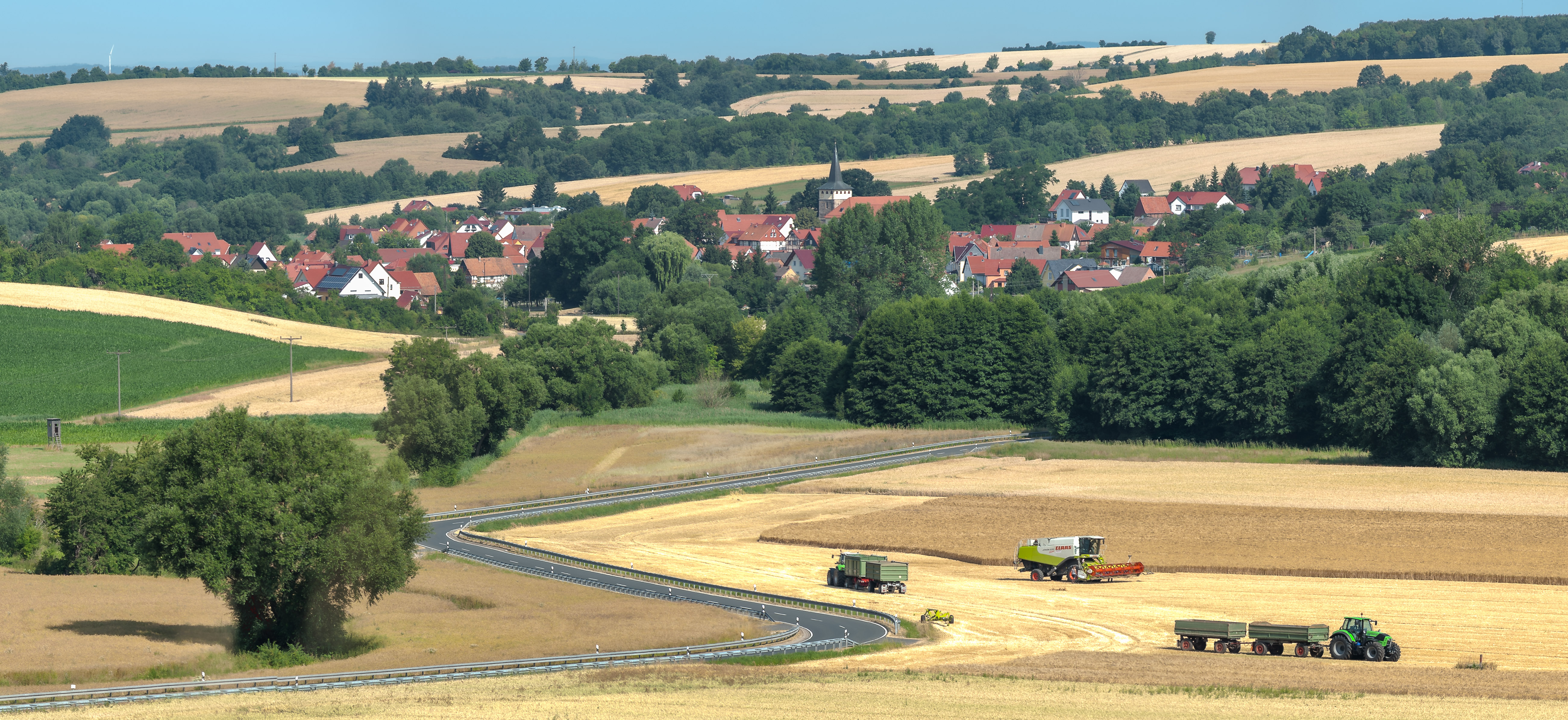
Blick auf Ecklingerode vom Mittelberg zwischen Brehme und Wehnde.

## Geschichte
Die erste urkundliche Erwähnung geht auf eine Schenkungsurkunde von Graf Hermann von Harzburg und seinem Bruder Graf von Werder aus dem Jahre 1221 zurück. Vom 14. bis zum Anfang des 19. Jahrhunderts gehörte Ecklingerode zum Westerhagenschen Gericht Berlingerode. Landesherr war bis 1802 Kurmainz. 1802 bis 1807 war der Ort preußisch und kam dann zum Königreich Westphalen. 1815 bis 1944 war er Teil der preußischen Provinz Sachsen.
In den Ort kamen 1940 fünf polnische Zwangsarbeiter, denen später noch weitere ukrainische und russische Zwangsarbeiter folgten. 1943 mussten 27 Zwangsarbeiter bei Bauern arbeiten.
1945 bis 1949 kam der Ort zur sowjetischen Besatzungszone und war ab 1949 Teil der DDR. Von 1961 bis zur Wende und Wiedervereinigung 1989/1990 wurde Ecklingerode von der Sperrung der nahen innerdeutschen Grenze beeinträchtigt. Seit 1990 gehört der Ort zum wieder gegründeten Bundesland Thüringen.

## Einwohnerentwicklung
Entwicklung der Einwohnerzahl (31. Dezember):
| - 1994: 943 - 1995: 962 - 1996: 966 - 1997: 885 - 1998: 880 - 1999: 877 | - 2000: 873 - 2001: 852 - 2002: 837 - 2003: 838 - 2004: 818 - 2005: 825 | - 2006: 815 - 2007: 793 - 2008: 792 - 2009: 781 - 2010: 772 - 2011: 723 | - 2012: 712 - 2013: 712 - 2014: 724 - 2015: 727 - 2016: 738 - 2017: 723 | - 2018: 718 - 2019: 721 - 2020: 705 - 2021: 711 - 2022: 702 |

Datenquelle: Thüringer Landesamt für Statistik

## Politik

### Gemeinderat
Der Gemeinderat von Ecklingerode setzt sich aus acht Gemeinderatsmitgliedern zusammen.
- CDU: 2 Sitze
- Wahlvorschlag „Bürger für Ecklingerode“: 6 Sitze

(Stand: Kommunalwahl am 25. Mai 2014)

### Bürgermeister
Der ehrenamtliche Bürgermeister René Sieber (Bürger für Ecklingerode) wurde am 5. Juni 2016 gewählt.

## Wappen
Blasonierung: „Gespalten von Silber und Grün; vorn eine grüne Tabakpflanze mit roter Blüte, hinten ein stilisierter silberner Bildstock.“

## Sehenswürdigkeiten
- St. Valentinskirche mit barockem Seitenaltar und Valentinusbild
- Säulenbildstock